# 花园口站
花园口站位于中华人民共和国辽宁省大连市庄河市大连花园口经济区内，经过本站的铁路有丹大城际铁路，距丹东站182公里，大连北站111公里，建筑面积2136平方米，为客运三等火车站，设基本站台2个。

## 历史
花园口站于2015年12月17日随丹大快速铁路一起投入使用。

## 外部連結
- 中国铁路客户服务中心（页面存档备份，存于）